# Laser (Automarke)
Laser war eine brasilianische Automarke.

## Markengeschichte
Ein Unternehmen aus Natal stellte in den letzten Jahren der 1980er Jahre Automobile her. Der Markenname lautete Laser.

## Fahrzeuge
Einziges Modell war ein VW-Buggy. Ein Fahrgestell von Volkswagen do Brasil mit Heckmotor bildete die Basis. Darauf wurde eine offene viersitzige Karosserie aus Fiberglas montiert. Ein luftgekühlter Vierzylinder-Boxermotor trieb die Hinterräder an. Eckige Scheinwerfer waren in die Fahrzeugfront integriert.